# 陈澄民
陈澄民（1959年11月—），湖南临武人，汉族，学历在职大专，工商管理硕士、会计师，中共政治人物。歷任揭阳市委常委、市政府副市长，揭阳市财政局局长、党组书记，現任揭阳市政协主席。 

## 生平
1975.09～1978.04 上山下乡在广东省光明华侨畜牧场果林大队工作；
1978.04～1979.12 广东省财政学校财政专业读书，中专毕业；
1979.12～1987.03 汕头地区财政处办事员、汕头市财政局科员（其间：1983.09～1985.07在湖北财经学院财金系财税专业学习，大专毕业）；
1987.03～1992.04 汕头市财政局农财科副科长（其间：1987.03～1988.03任揭西县五云镇扶贫工作组组长）；
1992.04～1992.09 汕头市财政局正科级干部；
1992.09～1993.08 揭阳市财政局企业财务管理科科长；
1993.08～1995.11 揭阳市财政局副局长、党组成员；
1995.11～1996.04 揭阳市惠来县委副书记、县政府副县长；
1996.04～1998.05 揭阳市惠来县委副书记、县政府县长；
1998.05～2005.03 揭阳市财政局局长、党组书记（其间：2001.01～2001.07在广东省委党校中青班学习）；